# Francis Casadesus
Francis Casadesus (* 2. Dezember 1870 in Paris; † 25. Juni 1954 ebenda) war ein Komponist, Dirigent und Lehrer. Er stammte aus der Musikerfamilie Casadesus und war der Bruder von Henri und Marius Casadesus.

## Leben
Nach seinen Studien am Pariser Konservatorium bei Albert Lavignac und César Franck wurde er Dirigent an der Pariser Oper und der Opéra-Comique. Mit den Orchestern dieser Opernhäuser tourte er durch Frankreich (1890–1892) und Europa (1895) Gastspiele in Moskau, Turin und Brüssel als Dirigent. Zu seinem Schaffen zählen fünf Opern und eine Ballettmusik. 1907/14 war Casadesus, Francois Louis (Francis) Berichterstatter für »L’Aurore«. Ab 1921 war er viele Jahre der erste Direktor des Amerikanischen Konservatoriums in Fontainebleau. 1942 wurde er zum Vizepräsidenten der SACEM, einer Institution vergleichbar mit der deutschen GEMA ernannt.

## Werke
- Cachapres (1914)
- La Chanson de Paris (1924)
- La Fete des Geants (1944)